# Аутопут Бањалука–Нови Град
Аутопут Бањалука–Нови Град је планирани аутопут који би требало да повеже Бањалуку преко Приједора са Новим Градом и границу са Хрватском. Према плану, почетак аутопута је укрштање овог аутопута и аутопута Градишка – Бања Лука – Мркоњић Град, а крај је граница са Хрватском.

## Планирање аутопута
Крајем новембра 2017. године је у Будимпешти је потписан споразум о сарадњи у вези са изградњом аутопута Бањалука-Нови Град између Аутопутева Републике Српске и China Shandong International Economic & Technical Cooperation Group у висину од око 320 милиона €, а сам уговор о концесији о изградњи аутопута је потписан 13. децембра 2018. године. Кинеска фирма је основала своје представништво у Бањалуци под именом SDHS-CSI BH.
Према споразуму о сарадњи у вази са изградњом пута је предвиђено да прва фаза изградње би требала бити деоница аутопута од Бањалуке до Приједора, а наредне фазе би се разрадиле у пројектној и студијској документацији деоница од Приједора до Новог Града, као и део пута од Приједора до Козарске Дубице. По споразуму, крајем прве половине 2018. године, финансијска конструкција би требала бити затворена и радови би требали започети. Кинеска фирма би својим средствима плаћала радове, а после изградње би наплаћивала путарине.
Према плановима које износи ЈП Аутопутеви Републике Српске, овај аутопут би омогућио:
- остварење савременије путне везе Бањалука – Приједор – Нови Град са постојећим аутопутским правцем Е-661 на истоку, односно са будућим укрштајем два аутопута у Републици Хрватској на западу
- растерећење дела постојеће путне мреже уз побољшање услова за кориснике који кореспондирају између Бањалуке и Новог Града
- омогућавање бржег и ефикаснијег проласка транзитног саобраћаја
- смањење времена путовања и оперативних трошкова возила
- смањење броја саобрађајних незгода
- деоница Бањалука – Нови Град ће бити западни део будуће попречне везе кроз територију Републике Српске на правцу исток-запад, као једна од основних друмских веза унутар Републике Српске

## Проблеми са аутопутем

### Проблеми са објављивањем Уговора о концесији и прилога угоавора о концесији
Центар за заштитну средину из Бањалуке се обратило Министарству саобраћаја и веза РС са захтевом приступа информацима да достави студију утицаја економске оправданости за пројекат овог аутопута, али је Министарство одбило. Након уложеног управног спора, суд је пресудио у корист Центра за заштитну средину. У самој пресуди да је без валидног разлога одбила приступ информацијама, услед наводног проузроковања штете по јавни орган и консултатску кућу која је одрадила предметну студију.
Такође је Центар за заштитну средину водио судске спорове за добијања уговора за концесију изградњу путева, где је добила сам уговор и већину прилога уговора сем прилога о финансијском моделу. После још једног судског спора, добили су и тај прилог уговору. У том прилогу се види да Република добија само 5% прихода од аутопута.

### Протест у Козарцу и рушење објеката на путањи аутопута
Током фебруара 2021. године, становници Козарца код Приједора су протествовали због изградње аутопута због лоше одрађене путање пута услед којих би се требало порушити на територији Козарца 17 кућа и/или помоћних објеката, па би тако једном човеку аутопут пролазио кроз двориште, док би сам аутопут на пар метара удаљени од куће, а помоћни објекти објекти били са друге стране аутопута. Други становници Козарца се плаше би имаутопут одсекао приступ другим деловима села или поделио имање на два дела. Иако је првобитно требало бити порушено око 880 на читавој путањи пута, тај број је смањен, па би тако таквих објеката било 109 на територији Града Приједора и 245 на територији Града Бањалуке. Још један од проблема јесте што људима нису дали тачну новчану висину компезације за рушење објеката, само оквирне бројке.
Сам процес јавног увида у путању аутопута и број порушених објеката је био кратак, први пут је био у периоду од 20. фебруара до 5. марта 2020. године, а други од 16. до 30. новембра исте године. А план парцелације је донет по скрађеном поступку.

### Цена деонице аутопута Бањалука–Приједор
Према Уговору о комесацији за изградњу аутопута, Република Српска и SDHS-CSI BH су се договорили те 2018. године да је планирана цена изградње деонице аутопута Бањалука–Приједор за отприулие 42 километра аутопута буде 297 милиона €, а према мишљењу економисти Зорану Павловићу ће профитирати фирма SDHS-CSI BH најмање 3 пута више.
Почетком 2024. године је Влада Републике Српске је прихватила финасијски план и прилоге којима се дефинишу одређене одредбе уговора о концесији за овај аутопут, односно за прву фазу Бањалука–Приједор. Средином септембра исте године је најављен почетак радова на деоници Бањалука–Приједор до краја тог месеца, док Орловцима код Приједора још у новембру 2021. године одржана свечаност звачног реализације пројекта изградње аутопута Бањалука–Нови Град, а почетак градње је тад најављен пред изборе 2022. године.
Почетком новембра 2024. године је Влада РС најавила да ће платити 200.000 без ПДВа за израду анализе оправданости захтева фирме SDHS-CSI за повећање цене изградње деонице Бањалука–Приједор.

### Наплата путарина
Уговором о комесацији за изградњу аутопута из 2018. године под којим су Република Српска и SDHS-CSI BH се договорили да би SDHS-CSI BH наплаћивала путарину и која би ишла на њен рачун наредних 30 година, а Република Српска гарантује SDHS-CSI BH да ће том путу зарадити 30 милиона € годишње, а ако не буде толика зарада од путарина, Република Српска ће плаћати разлику од планираног нивоа зараде и остварне зараде.
Спомиње се да ће Република Српска плаћа око 32,5 милиона € за расположивост аутопута. С тим да је нејасно да ли Република Српска плаћа тај износ сваке године или плаћа у случају да се путарина не наплати у том износу.